# Сергеев, Юрий Алексеевич
Сергеев Юрий Алексеевич (род. 1961, Ярославль) — российский художник, живописец. Член-корреспондент РАХ (2009).

## Биография
Родился 1 апреля 1961 года в Ярославле.
Окончил Московский художественный институт имени В. И. Сурикова (1994), мастерская портрета и исторической живописи профессора И. Глазунова.
В 1993 был направлен в Академию художеств (мастерская профессора Манзена) в Штутгарт, ФРГ. В том же году выезжал в Италию (Рим, Флоренция, Пиза, Венеция) с мастерской портрета профессора Глазунова.
Ассистентура — стажировка в Российской академии живописи, ваяния и зодчества по специальности изобразительное искусство. Живопись. Квалификация – преподаватель высшей школы (1999)
Участник выставок с 1990 года.
Профессор кафедры композиции факультета живописи в Российской академии живописи, ваяния и зодчества Ильи Глазунова (с 1993 года);
Организатор костюмированных, славянских, русских, этнографических, национальных, народных праздников села. (Владимирская область. Юрьев-Польский район. Село Красное. с 2001 года).
Живёт и работает в Москве.

## Основные произведения
Пир Ивана IV (Грозного) в Александровской слободе (1994), Праздник урожая. Русь славянская (1990), Волхв. Русь славянская (1989), Бабушкины наряды (1992), Старые письма (1989), Просватанная невеста (2006), Лихач (2006), Первый парень на деревне (2004), Одевание невесты (1993), Кого назовет петух? (1991), Карты скажут, но не все (1991), У ворожеи (1991), Суженый-ряженый, где ты? (1992), Святочный вечерок (1996), Чур, меня! (1991).

## Звания
- Член-корреспондент Российской академии художеств (Отделение живописи, с 2009 года)
- Член Ученого совета Российской академии живописи, ваяния и зодчества Ильи Глазунова.
- Заслуженный художник Российской Федерации (2004)
- Профессор (2003)
- Член Творческого Союза художников России и Международной федерации художников (2003)

## Награды и премии
- Медаль «В память 850-летия Москвы» (1997)
- Медаль «Достойному» РАХ (2009)